# Списък на мускулите в човешкото тяло

## Брой на мускулите
Общият брой на мускулите е 835

### Мускули наглавата(musculi capitis) (168)
- Мускули на скалпа и клепачите (musculi scalpi palpebrarumque) (10)
  - Надчерепен мускул (musculus epicranius или occipitofrontalis) (4)
    - десен и ляв тилен мускул (venter occipitalis или musculus occipitalis)
    - десен и ляв челен мускул (venter frontalis или musculus frontalis)

  - десен и ляв кръгов околоочен мускул (musculus orbicularis oculi)
  - десен и ляв веждов набръчкач (musculus corrugator supercilii)
  - десен и ляв веждов отпускач (musculus depressor supercilii)
- Външни очни мускули (musculi externi bulbi oculi) (20)
  - десен и ляв повдигач на горния клепач (musculus levator palpebrae superioris)
  - десен и ляв горен тарзален мускул (musculus tarsalis superior)
  - десен и ляв повдигач на долния клепач (musculus levator palpebrae inferioris)
  - десен и ляв долен тарзален мускул (musculus tarsalis inferior)
  - Прави очни мускули (musculi externi recti bulbi oculi) (8)
    - десен и ляв горен прав луковичен мускул (musculus rectus superior bulbi)
    - десен и ляв долен прав луковичен мускул (musculus rectus inferior bulbi)
    - десен и ляв среден прав луковичен мускул (musculus rectus medialis bulbi)
    - десен и ляв страничен прав луковичен мускул (musculus rectus lateralis bulbi)

  - Коси очни мускули musculi externi obliqui bulbi oculi (4)
    - десен и ляв горен кос луковичен мускул (musculus obliquus superior bulbi)
    - десен и ляв долен кос луковичен мускул (musculus obliquus inferior bulbi)
- Вътрешни очни мускули (8)
  - десен и ляв ресничест мускул
  - десен и ляв зеничен разширител
  - десен и ляв зеничен стегач
  - десен и ляв очничен мускул
- Ушни мускули (24)
  - Външноушни мускули (musculi auriculares) (6)
    - десен и ляв преден ушен мускул
    - десен и ляв горен ушен мускул
    - десен и ляв заден ушен мускул

  - Вътрешни външноушни мускули (12)
    - десен и ляв малък мускул на спиралата
    - десен и ляв голям мускул на спиралата
    - десен и ляв мускул на козелчето
    - десен и ляв мускул на противокозелчето
    - десен и ляв напречен ушен мускул
    - десен и ляв кос ушен мускул

  - десен и ляв слепоочнотеменен мускул
  - десен и ляв стременен мускул
  - десен и ляв тъпанчев разтегач
- Носни мускули (12)
  - десен и ляв надпредносен мускул
  - десен и ляв носен мускул
  - Носен разширител (4)
    - десен и ляв преден носен разширител
    - десен и ляв заден носен разширител

  - десен и ляв отпускач на носната преграда
  - десен и ляв повдигач на горната устна и носното крило
- Устни мускули (29)
  - десен и ляв повдигач на ъгъла на устата
  - десен и ляв отпускач на ъгъла на устата
  - десен и ляв преден, среден и заден повдигач на горната устна
  - десен и ляв отпускач на долната устна
  - Ябълчни мускули (4)
    - десен и ляв голям яблъчен мускул
    - десен и ляв малък ябълчен мускул

  - десен и ляв ментален мускул
  - десен и ляв букален мускул
  - кръгов околоустен мускул
  - десен и ляв ангуларен мускул
  - десен и ляв маларен мускул
  - десен и ляв резечен мускул на горната и долната устна
- Дъвкателни мускули (10)
  - десен и ляв дъвкател (musculus masseter)
  - десен и ляв слепоочен мускул (musculus temporalis)
  - десен и ляв клинодолночелюстен мускул (musculus sphenomandibularis)
  - Криловидни мускули (4)
    - десен и ляв външен криловиден мускул (musculus pterygoideus lateralis)
    - десен и ляв вътрешен криловиден мускул (musculus pterygoideus medialis)
- Езични мускули (16)
  - Външни езични мускули (8)
    - десен и ляв брадичноезичен мускул
    - десен и ляв подезичноезичен мускул
    - десен и ляв хрущялоезичен мускул
    - десен и ляв шилоезичен мускул

  - Вътрешни езични мускули (8)
    - десен и ляв горен продълговат езичен мускул
    - десен и ляв долен продълговат езичен мускул
    - десен и ляв напречен езичен мускул
    - десен и ляв вертикален езичен мускул

  - Мускули на мекото небце (10)
    - десен и ляв повдигач на мекото небце
    - десен и ляв разтегач на мекото небце
    - десен и ляв мъжечен мускул
    - десен и ляв небноезичен мускул
    - десен и ляв небноглътъчен мускул
- Глътъчни мускули (12)
  - Глътъчни стискачи (6)
    - десен и ляв долен глътъчен стискач
    - десен и ляв среден глътъчен стискач
    - десен и ляв горен глътъчен стискач

  - десен и ляв шилоглътъчен мускул
  - десен и ляв тръбоглътъчен мускул
  - десен и ляв пръстеноглътъчен мускул
- Мускули на гръкляна (гръклянен връхлетател) (17)
  - десен и ляв пръстенощитовиден мускул (преден гръклянен връхлетател)
  - Пръстенопирамиден мускул (4)
    - десен и ляв заден пръстенопирамиден мускул
    - десен и ляв страничен пръстенопирамиден мускул

  - Пирамиден мускул (5)
    - напречен пирамиден мускул
    - десен и ляв кос пирамиден мускул
    - десен и ляв пирамидонадгръклянен мускул

  - Щитопирамиден мускул (6)
    - десен и ляв гласов мускул
    - десен и ляв щитонадгръклянен мускул
    - десен и ляв камерен мускул

### Шийнимускули (42)
- Основни шийни мускули (6)
  - десен и ляв подкожен шиен мускул
  - десен и ляв преден и заден гръдноключичномастоиден мускул
- Подезични мускули
  - Горни подезични мускули (10)
    - десен и ляв преден и заден двукоремен мускул
    - десен и ляв шилоподезичен мускул
    - десен и ляв челюстноподезичен мускул
    - десен и ляв брадичноподезичен мускул

  - Долни подезични мускули (преден шиен мускулен триъгъник и лопатноподезичен мускул) (10)
    - десен и ляв гръдноподезичен мускул
    - десен и ляв гръднощитовиден мускул
    - десен и ляв щитоподезичен мускул
    - десен и ляв горен и долен лопатноподезичен мускул
- Прешленни мускули (14)
  - Предни прешленни мускули (8)
    - десен и ляв дълъг шиен мускул
    - десен и ляв дълъг главов мускул
    - десен и ляв преден прав главов мускул
    - десен и ляв страничен прав главов мускул

  - Странични прешленни мускули (8)
    - Стълбовидни мускули (8)
      - десен и ляв преден стълбовиден мускул
      - десен и ляв среден стълбовиден мускул
      - десен и ляв заден стълбовиден мускул
      - десен и ляв малък стълбовиден мускул

### Стволови мускули (358)
- Гръбни мускули (190)
  - Летновидни мускули (4)
    - десен и ляв главов лентовиден мускул
    - десен и ляв шиен лентовиден мускул

  - Гръбен изправител (кръстцободилков мускул) (18)
    - десен и ляв шиен, гръден и поясен хълбочноребрен мускул
    - десен и ляв главов, шиен и гръден дълъг мускул
    - десен и ляв главов, шиен и гръден бодилков мускул

  - Напречногръбначни мускули (80)
    - десен и ляв главов, шиен и гръден полубодилков мускул
    - десен и ляв многоделчест мускул
    - Гръбначни въртатели (72)
      - Шийни въртатели (21)
        - десен и ляв първи, втори, трети, четвърти, пети, шести и седми шиен дълъг въртател
        - десен и ляв първи, втори, трети, четвърти, пети, шести и седми шиен страничен и среден къс въртател

      - Гръдни въртатели (36)
        - десен и ляв първи, втори, трети, четвърти, пети, шести, седми, осми, девети, десети, единадесети и дванадесети гръден дълъг въртател
        - десен и ляв първи, втори, трети, четвърти, пети, шести, седми, осми, девети, десети, единадесети и дванадесети гръден страничен и среден къс въртател

      - Поясни въртатели (15)
        - десен и ляв първи, втори, трети, четвърти и пети поясен дълъг въртател
        - десен и ляв първи, втори, трети, четвърти и пети поясен страничен и среден къс въртател

  - десен и ляв опашен разгъвач
  - Междубодилкови мускули (48)
    - десен и ляв първи, втори, трети, четвърти, пети, шести и седми шиен междубодилков мускул
    - десен и ляв първи, втори, трети, четвърти, пети, шести, седми, осми, девети, десети, единадесети и двадесети гръден междубодилков мускул
    - десен и ляв първи, втори, трети, четвърти и пети поясен междубодликов мускул

  - Междунапречни мускули (36)
    - десен и ляв първи, втори, трети, четвърти, пети, шести и седми шиен преден и заден междунапречен мускул
    - десен и ляв първи, втори, трети, четвърти, пети, шести, седми, осми, девети, десети, единадесети и дванадесети гръден междунапречен мускул
    - десен и ляв първи, втори, трети, четвърти и пети поясен страничен и среден междунапречен мускул

  - десен и ляв напречнотилен мускул
- Подтилни мускули (8)
  - Задни прави главови мускули (4)
    - десен и ляв голям заден прав главов мускул
    - десен и ляв малък заден прав главов мускул

  - Коси главови мускули (4)
    - десен и ляв долен кос главов мускул
    - десен и ляв горен кос главов мускул
- Гръдни мускули (112)
  - Междуребрени мускули (66)
    - десен и ляв първи, втори, трети, четвърти, пети, шести, седми, осми, девети, десети и единадесети външен междуребрен мускул
    - десен и ляв първи, втори, трети, четвърти, пети, шести, седми, осми, девети, десети и единадесети вътрешен междуребрен мускул
    - десен и ляв първи, втори, трети, четвърти, пети, шести, седми, осми, девети, десети и единадесети най-вътрешен междуребрен мускул

  - десен и ляв първи, втори, трети, четвърти, пети и шести подребрен мускул
  - десен и ляв напречен гръден мускул
  - Ребрени повдигачи
    - десен и ляв първи, втори, трети, четвърти, пети и шести дълъг ребрен повдигач (първи, втори, трети, четвърти, пети и шести ребрен повдигач)
    - десен и ляв първи, втори, трети, четвърти, пети и шести къс ребрен повдигач (седми, осми, девети, десети, единадесети и дванадесети ребрен повдигач)

  - Задни назъбени мускули (4)
    - десен и ляв долен заден назъбен мускул (долен заден зъбчат мускул)
    - десен и ляв горен заден назъбен мускул (горен заден зъбчат мускул)

  - десен и ляв гръднокоремен мускул (диафрагма)
  - десен и ляв прав гръден мускул
- Коремни мускули (20)
  - Коси коремни мускули (4)
    - десен и ляв външен кос коремен мускул
    - десен и ляв вътрешен кос коремен мускул

  - десен и ляв напречен коремен мускул
  - десен и ляв прав коремен мускул
  - десен и ляв пирамидален мускул
  - десен и ляв семенников висител (костилков мускул)
  - десен и ляв повърхностен скротален мускул
  - десен и ляв квадратен поясен мускул
  - десен и ляв дорзален кръстцоопашен мускул
  - десен и ляв вентрален кръстцоопашен мускул
- Тазови мускули (16)
  - Анален повдигач (14)
    - десен и ляв хълбочноопашен мускул
    - десен и ляв срамноопашен мускул
    - десен и ляв срамноправочревен мускул
    - десен и ляв срамновлагалищен и простатен повдигач
    - десен и ляв правочревноопашен мускул
    - десен и ляв срамнозадноизходен мускул

  - десен и ляв опашен мускул
- Междинни мускули (12)
  - външен и вътрешен анален стегач
  - Мускули на повърхностната перинеална торбичка (6)
    - десен и ляв повърхностен напречен междинен мускул
    - десен и ляв луковичногъбест мускул
    - десен и ляв седалищнопещерист мускул

  - Мускули на дълбоката перинеална торбичка (4)
    - десен и ляв дълбок напречен междинен мускул
    - външен и вътрешен уретрален стегач

### Мускули на ръката (136)
- Прешленни мускули (10)
  - десен и ляв трапецовиден мускул
  - десен и ляв широк гръбен мускул
  - десен и ляв голям и малък ромбовиден мускул
  - десен и ляв лопатен повдигащ
- Мускули на гръдната стена (10)
  - десен и ляв горен и долен голям гръден мускул
  - десен и ляв малък гръден мускул
  - десен и ляв подключичен мускул
  - десен и ляв преден назъбен мускул
- Лопатни мускули (16)
  - десен и ляв преден, среден и заден делтовиден мускул
  - десен и ляв голям объл мускул
  - Лопатнораменен мускул (8)
    - десен и ляв надгръбен мускул
    - десен и ляв подгръбен мускул
    - десен и ляв малък объл мускул
    - десен и ляв подлопатен мускул
- Мишнични мускули (18)
  - Предни мишнични мускули (8)
    - десен и ляв клюномишничен мускул
    - десен и ляв дълъг и къс двуглав мишничен мускул
    - десен и ляв мишничен мускул

  - Задни мишнични мускули (10)
    - десен и ляв дълъг, страничен и среден триглав мишничен мускул
    - десен и ляв лакътен мускул
    - десен и ляв ставен лакътен мускул
- Предмишнични мускули (40)
  - Предни предмишнични мускули (18)
    - Повърхностни предни предмишнични мускули (12)
      - десен и ляв раменен и лакътен объл вътрешен въртател (объл пронатор)
      - десен и ляв дълъг дланен мускул
      - десен и ляв лъчев китков сгъвач
      - десен и ляв лакътен китков сгъвач
      - десен и ляв повърхностен сгъвач на пръстите на ръката

    - Дълбоки предни предмишнични мускули (6)
      - десен и ляв квадратен вътрешен въртател (квадратен пронатор)
      - десен и ляв дълбок сгъвач на пръстите на ръката
      - десен и ляв дълъг сгъвач на палеца на ръката

  - Задни предмишнични мускули (22)
    - Повърхностни задни предмишнични мускули (12)
      - Мускули на мобилната пачка (6)
        - десен и ляв мишничнолъчев мускул
        - десен и ляв дълъг лъчев китков разгъвач
        - десен и ляв къс лъчев китков разгъвач

      - десен и ляв общ разгъващ на пръстите на ръката (разгъвач на пръстите на ръката)
      - десен и ляв собствен разгъвач на кутрето на ръката (разгъвач на кутрето на ръката)
      - десен и ляв лъчев китков рзагъвач

    - Дълбоки задни предмишнични мускули (10)
      - десен и ляв външен въртател (супинатор)
      - Мускули на анатомичната тютюнерка (6)
        - десен и ляв дълъг отделачавач на палеца на ръката
        - десен и ляв къс разгъвач на палеца на ръката
        - десен и ляв дълъг разгъвач на палеца на ръката

      - десен и ляв собствен разгъвач на показалеца на ръката (разгъвач на показалеца на ръката)
- Мускули на ръката (44)
  - Странични дланни мускули (10)
    - Мускули на тенара (10)
      - десен и ляв противополагател на палец на ръката
      - десен и ляв къс сгъвач на палеца на ръката
      - десен и ляв къс отдалечавач на палеца на ръката
      - десен и ляв напречен и кос приближител на палеца на ръката

  - Средни дланни мускули (8)
    - десен и ляв къс дланен мускул
    - Мускули на хипотенара (6)
      - десен и ляв отдалечавач на кутрето на ръката
      - десен и ляв къс сгъвач на кутрето на ръката
      - десен и ляв противополагател на кутрето на ръката

  - Срединни дланни мускули (26)
    - десен и ляв първи, втори, трети, четвърти и пети червеобразен мускул на ръката
    - десен и ляв първи, втори, трети, четвърти и пети гръбен междукостен мускул на ръката
    - десен и ляв първи, втори и трети дланен междукостен мускул

### Мускули накрака(128)
- Хълбочни мускули (6)
  - Хълбочнопоясен мускул (6)
    - десен и ляв голям поясен мускул
    - десен и ляв малък поясен мускул
    - десен и ляв хълбочен мускул
- Седалищни мускули (20)
  - десен и ляв голям седалищен мускул
  - десен и ляв среден седалищен мускул
  - десен и ляв малък седалищен мускул
  - десен и ляв разтегач на широката фасция
  - Странични въртатели (12)
    - десен и ляв крушевиден мускул
    - десен и ляв външен запушител
    - десен и ляв вътрешен запушител
    - десен и ляв долен близначен мускул
    - десен и ляв горен близначен мускул
    - десен и ляв квадратен бедрен мускул
- Бедрени мускули (32)
  - Предни бедрени мускули (12)
    - десен и ляв шивашки мускул
    - Четириглав бедрен мускул (8)
      - десен и ляв прав бедрен мускул
      - десен и ляв страничен, срединен и среден широк мускул

    - десен и ляв ставен коленен мускул

  - Задни бедрени мускули (8)
    - десен и ляв дълъг и къс двуглав бедрен мускул
    - десен и ляв полусухожилен мускул
    - десен и ляв полуципест мускул

  - Средни бедрени мускули (12)
    - десен и ляв тънък мускул
    - десен и ляв гребенест мускул
    - Тазови приближители (8)
      - десен и ляв къс приближител
      - десен и ляв дълъг приближител
      - десен и ляв голям приближител
      - десен и ляв малък приближител
- Мускули на подбедрицата (28)
  - Предни подбедрени мускули (8)
    - десен и ляв преден големопищялен мускул
    - десен и ляв дълъг разгъвач на палеца на крака
    - десен и ляв дълъг разгъвач на пръстите на крака
    - десен и ляв трети малопищялен мускул

  - Задни подбедрени мускули (16)
    - Повърхностни задни подбедрени мускули (8)
      - Триглав мускул на прасеца (6)
        - десен и ляв страничен и среден коремчест мускул
        - десен и ляв прасцевиден мускул

      - десен и ляв стъпален мускул

    - Дъблоки задни подбедрени мускули (8)
      - десен и ляв подколенен мускул
      - Мускули на тарзалния канал (6)
        - десен и ляв дълъг сгъвач на палеца на крака
        - десен и ляв дълъг сгъвач на пръстите на крака
        - десен и ляв заден големопищялен мускул

  - Странични подбедрени мускули (4)
    - Малопищялни мускули (4)
      - десен и ляв дълъг малопищялен мускул
      - десен и ляв къс малопищялен мускул
- Мускули на ходилото (42)
  - Гръбни ходилно мускули (4)
    - десен и ляв къс разгъвач на пръстите на крака
    - десен и ляв къс разгъвач на палеца на крака

  - Стъпални мускули (38)
    - Мускули на първия слой (6)
      - десен и ляв отдалечавач на палеца на крака
      - десен и ляв къс сгъвач на пръстите на крака
      - десен и ляв отдалечавач на кутрето на крака

    - Мускули на втория слой (10)
      - десен и ляв квадратен стъпален мускул
      - десен и ляв първи, втори, трети и четвърти червеобразен мускул на крака

    - Мускули на третия слой (8)
      - десен и ляв къс сгъвач на палеца на крака
      - десен и ляв напречен и кос приближител на палеца на крака
      - десен и ляв къс сгъвач на кутрето на крака

    - Мускули на четвъртия слой (14)
      - десен и ляв първи, втори, трети и четвърти гръбен междукостен мускул на крака
      - десен и ляв първи, втори и трети стъпален междукостен мускул

## Видове мускули

### Според движението
- въртател (ротор или ротатор)
- изправител (еректор или аректор)
- отдалечавач (абдуктор)
- отпускач (депрезор)
- повдигач (леватор или елеватор)
- приближавач (аддуктор)
- разгъвач (екстензор)
- разтегач (тензор)
- разширител (дилатор или дилататор)
- сгъвач (флексор)
- стегач (сфинктер)
- стискач (констриктор)

### Според устройството
- гладък мускул
- набразден мускул
  - скелетен мускул
  - сърдечен мускул

### Според формата
- вретеновиден мускул (musculus fisiformis)
- двуглав мускул (musculus biceps)
- двукоремчест мускул (musculus biventer)
- двуперест мускул (musculus bipennatus)
- едноперест мускул (musculus unipennatus)
- плосък мускул (musculus planus)
- триглав мускул (musculus triceps)
- четириглав мускул (musculus quadriceps)